# Panic (Death SS)
Panic è il quinto album dei Death SS, pubblicato nel 2000.

## Tracce
1. Paraphernalia – 2:10
2. Let the Sabbath Begin – 4:27
3. Hi-tech Jesus – 4:30
4. Lady of Babylon – 5:07
5. Equinox of the Gods – 6:31
6. Ishtar – 5:30
7. The Cannibal Queen – 3:48
8. Rabies Is a Killer (cover degli Agony Bag) – 4:00
9. Tallow Doll – 5:29
10. Hermaphrodite (cover dei Limbo) – 3:47
11. Panic – 5:41
12. Auto Sacramental – 1:07

## Formazione
- Steve Sylvester – voce
- Emil Bandera – chitarra
- Kaiser Sose – basso
- Anton Chaney – batteria
- Oleg Smirnoff – tastiere

### Ospiti
- Alejandro Jodorowsky - voce narrante (tracce 1 e 12)